# Ławny Lasek
Ławny Lasek [pronunciación en polaco: /ˈwavnɨ ˈlasɛk/] (en alemán: Lawnilassek, 1938-45: Zieglershuben) es un asentamiento en el distrito administrativo de Gmina Piecki, dentro ągowo, Voivodato de Varmia y Masuria, en norte de Polonia. Se encuentra aproximadamente 12 kilómetros al sur de Piecki, 25 kilómetros al sur de Mrągowo, y 59 kilómetros al este de la capital regional, Olsztyn.
Hasta 1945 el área era parte de Alemania (Prusia Oriental).